# Tempietto di Sant'Antonio
Il Tempietto di Sant'Antonio è una piccola cappella ottagonale dedicata a Sant'Antonio da Padova, situata a Piazza Tre Martiri, nella città di Rimini, nella regione italiana dell'Emilia Romagna.
La sua costruzione è iniziata nel 1518, commissionata da  Pietro Ricciardelli. La cappella è stata ricostruita durante il periodo Barocco a seguito del terremoto del 1672. La leggenda riporta che la cappella sia stata costruita nel punto ove è situata a seguito di un miracolo eucaristico avvenuto in questo luogo.  

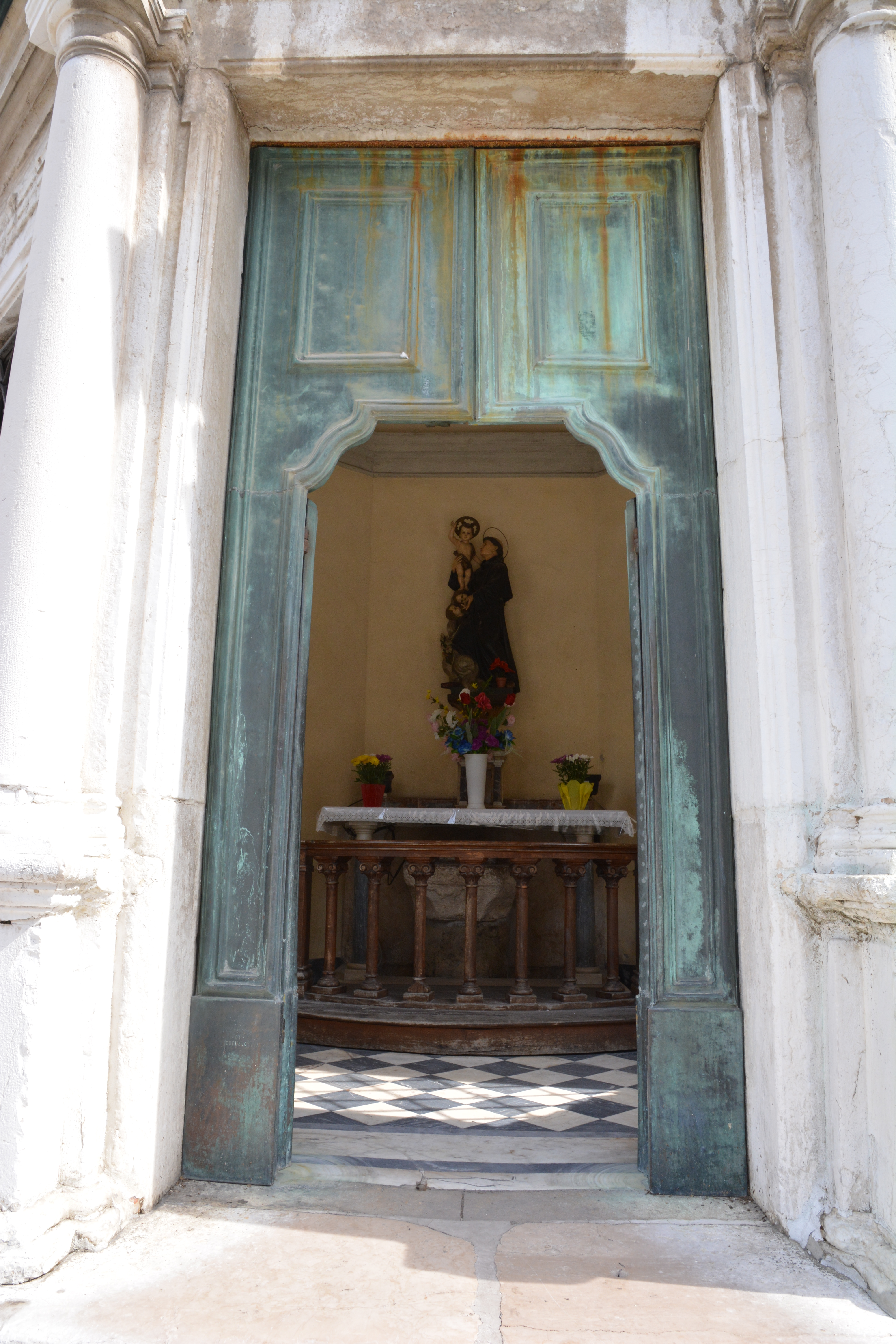
L'altare e la statua di Sant'Antonio

La leggenda, che viene chiamata anche Miracolo del Mulo, narra che, durante il XIII secolo, Sant'Antonio da Padova, a seguito di un sermone pubblico, stava distribuendo la comunione ai fedeli radunati nella piazza, quando un cittadino lo ignorò mentre camminava con il suo mulo. Il mulo, tuttavia, miracolosamente e ostinatamente si sedette prostrato di fronte al santo.
Altre storie ricordano che il sermone era stato contro un eretico di Pataro (o Cataro), Bonvillo, il quale negava la natura dell'eucaristia e che l'altare nel tempietto serviva a sostenere il Santo mentre pronunciava il suo Sermone. La cappella è adiacente alla chiesa di San Francesco di Paola ed è affiancato al più grande Santuario di Sant'Antonio, che è posizionato dietro al Tempietto.